# Õhne
Õhne (est. Õhne jõgi) – rzeka w Estonii o długości 105 km i powierzchni dorzecza 573 km². Wypływa z jeziora Veisjärv, a uchodzi do jeziora Võrtsjärv.